# NGC 7203
NGC 7203 је спирална галаксија у сазвежђу Јужна риба која се налази на NGC листи објеката дубоког неба.
Деклинација објекта је - 31° 9' 48" а ректасцензија 22h 6m 43,8s. Привидна величина (магнитуда) објекта NGC 7203 износи 12,7 а фотографска магнитуда 13,6. NGC 7203 је још познат и под ознакама ESO 467-7, MCG -5-52-27, PGC 68053.